# 本明川

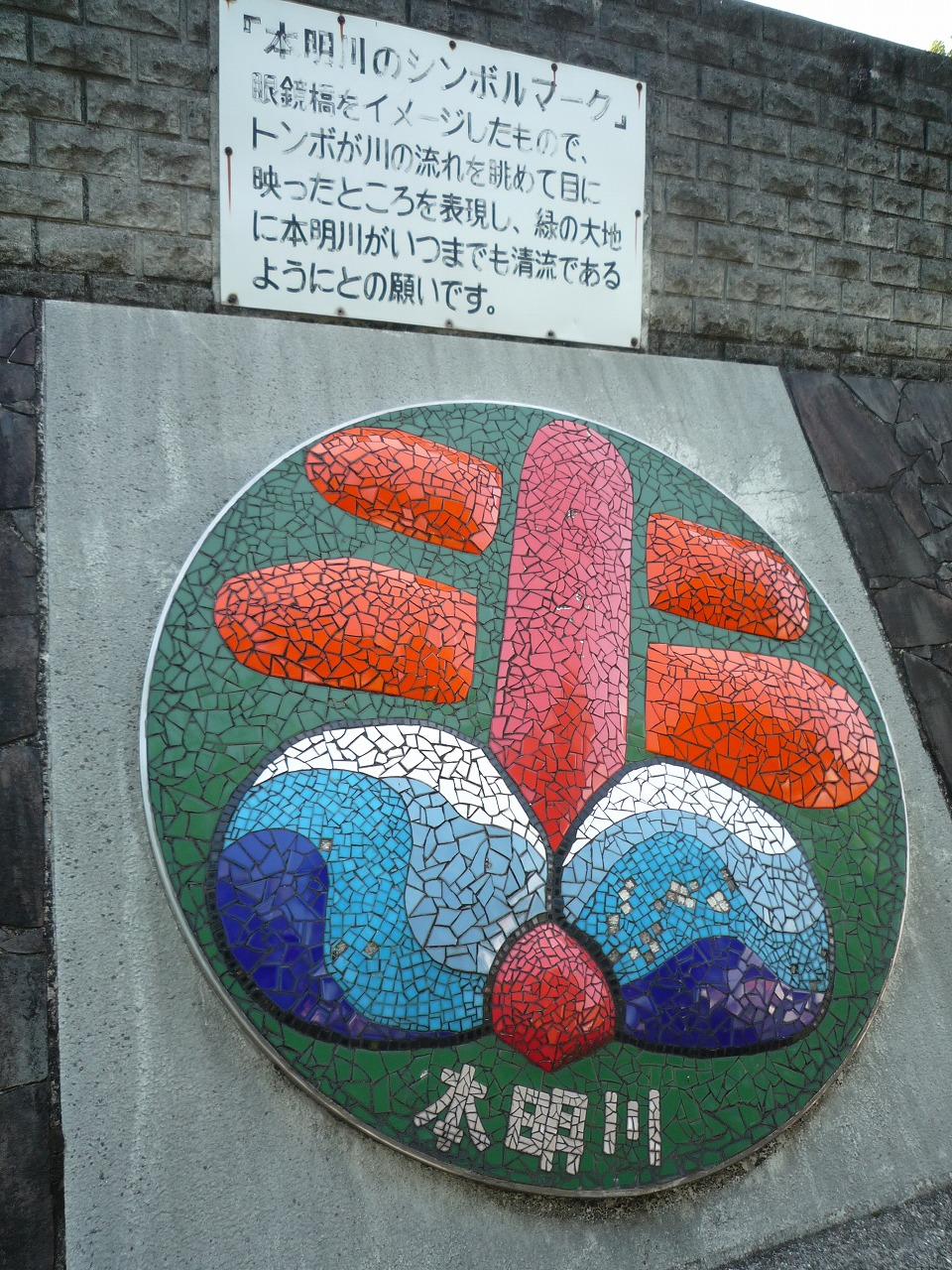
本明川のシンボルマーク

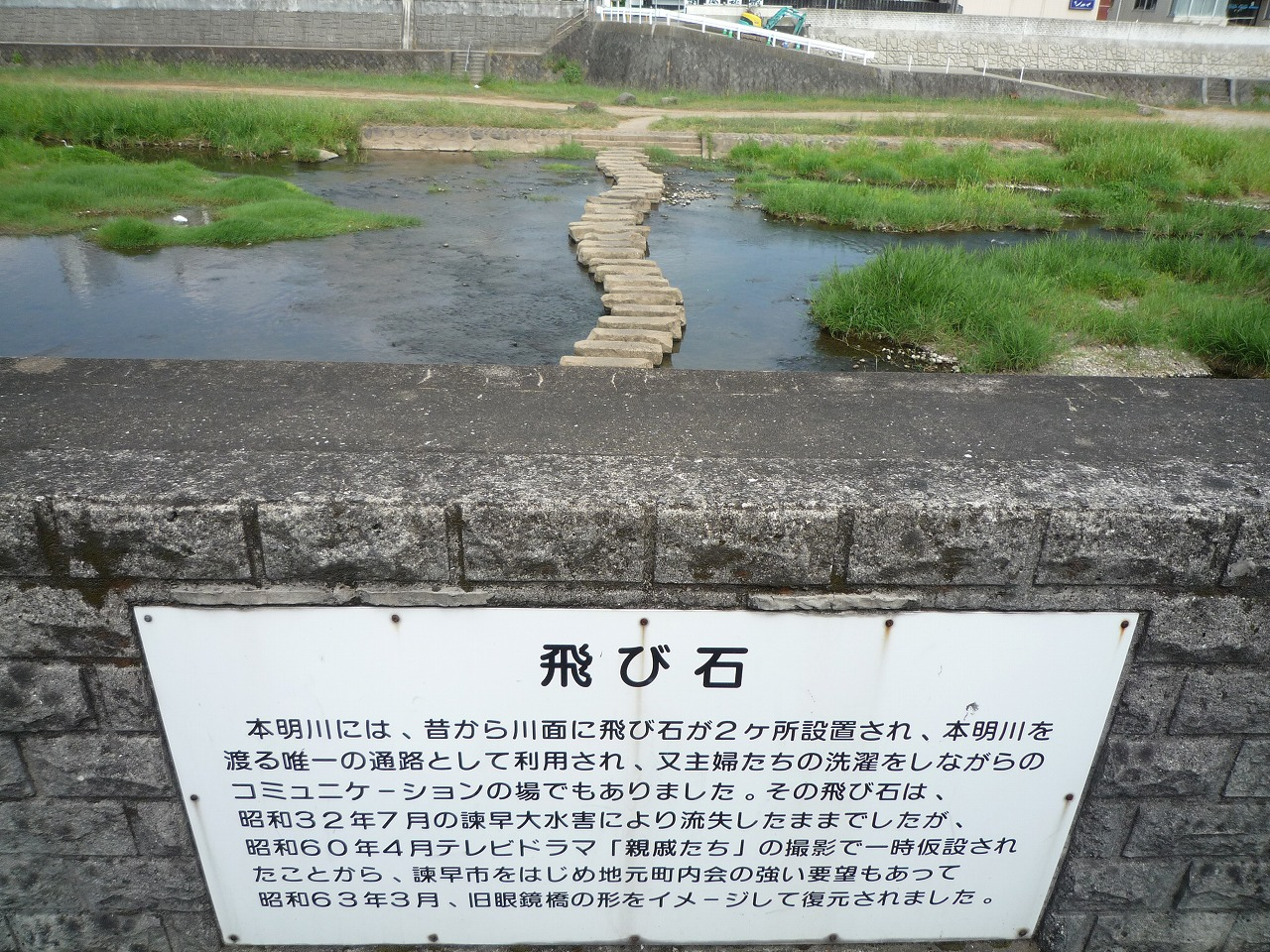
本明川の飛び石

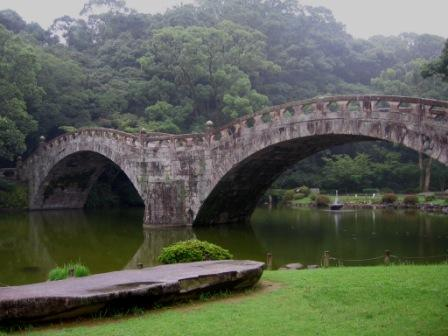
かつて本明川に架かっていた諫早眼鏡橋。現在は諫早市高城町の諫早公園内に移設されている。

本明川（ほんみょうがわ）は、長崎県の多良山系南斜面から諫早市街中心部を流れ、諫早湾（有明海）に注ぐ川である。
長崎県内では唯一の一級河川である。2008年4月25日より諫早湾干拓調整池と調整池への流入河川も「本明川水系」に組み込まれ、流路延長・流域面積とも長崎県第1位となった。流域の大部分は諫早市に属するが、調整池の南部は雲仙市にも属する。上流部に本明川ダムが建設中である。

## 名称
昔は「大川」（うーかわ）と称されていたが、享和3年（1803年）ごろから「本明川」と呼ばれるようになった。ただし、「本明川」の名称の由来については明確なものが残されていない。

## 地理
多良山系の南にある五家原岳（標高1,058m）南西麓を水源とする。上流部は山麓に深い谷を刻み、急斜面を南西に流れ下る。南へ向きを変えると斜面は緩やかになり、富川・湯野尾川・目代川などの支流が次々と合流する。
諫早市街地では天満町・宇都町で東に向きを変え、諫早市中心部を緩やかに流れる。市街地を抜けた河口近くの干拓地では福田川・半造川・長田川などが合流し、諫早湾干拓調整池に注ぐ。

## 産業・自然
中・下流域の諫早平野、および諫早湾奥部の干潟を干拓した干拓地はおもに水田に用いられ、長崎県有数の穀倉地帯となっている。川・用水路・河口干潟にはさまざまな生物が見られるが、河口干潟の生物相は諫早湾干拓事業により大きく変化した。流域の産業や生物については、干拓の里資料館・干拓の里水族館・諫早市郷土館・森山郷土資料館などで展示が行われている。
上流域の急流に対して中・下流域は流れが緩やかになり、多くの支流が狭い地域に集まるため排水不良になりやすい。江戸期・寛永年間からしばしば洪水の記録があり、元禄12年（1699年）の元禄水害では死者487人を出し、現在の宇都町・天満町付近にあった諫早の集落が現在の位置へ移動することになった。また、富川渓谷の五百羅漢像は死者供養と災害防止祈願のために伊佐早茂晴の命により宝永6年（1706年）に作られたものである。
昭和32年（1957年）7月25日の「諫早豪雨」でも甚大な被害を出した。諫早豪雨以降は川幅拡張・眼鏡橋移設・橋の桁上げなど河川改修が相次いで行われた。また、毎年7月25日には死者の慰霊のための川まつりが開催されている。

## 水系の変更
かつて本明川は急勾配のまま諫早湾へ注いでいて、河口部で合流する長田川や半造川は独立した河川だったと考えられている。急流や諫早湾の潮汐が運ぶ堆積物によって河口干潟の陸地化が進み、さらに人の手によって干拓が進められた結果、隣接した川が支流になった。
さらに平成元年（1989年）から国営諫早湾干拓事業が進められ、諫早湾奥部が締め切られて調整池となった。これに伴い平成20年（2008年）から調整池とその流入河川（諫早市高来・森山地区および雲仙市愛野・吾妻地区）も「本明川水系」となった。本明川の河口は干拓調整池の北部排水門とされ、流路延長は21kmから28kmへ、流域面積は87km2から249km2へ拡大された。

## 本明川ダム
本明川の上流部に本明川ダムが建設中である。位置は、北緯32度54分37.70秒 東経130度01分32.18秒 / 北緯32.9104722度 東経130.0256056度である。
詳細は「本明川ダム」を参照。

## 支流
| - 本明川 - 本流 - 半造川（埋津川） - 川床川 - 小ヶ倉川 - 小ヶ倉ダム - 福田川 - 倉屋敷川 - 新倉屋敷川 - 夫婦木川 - 中山西川 - 長田川 - 八天川 - 目代川 - 東河内川 - 西谷川 - 湯野尾川 - 琴川 - 谷川 - 富川 - 富川渓谷 | （平成20年に編入された川） - 段堂川 - 深海川（ふかのみがわ） - 剃刀峰川（そりみねがわ） - 小江川 - 田島川 - 湯江川 - 境川 - ツクシシャクナゲ群落・轟の滝 - 仁反田川 - 長走川（ながはしがわ） - 有明川 - 杉谷溜池 - 今木場川 - 千鳥川 - 重尾溜池 - 山田川 - 長谷川（ながたにがわ） - 黒仁田川 - 田川原川（たごううらがわ） - 土井川（大木場川） |